# Миколаївська волость (Верхньодніпровський повіт)
Миколаївська волость — історична адміністративно-територіальна одиниця Верхньодніпровського повіту Катеринославської губернії.
Станом на 1886 рік складалася з 13 поселень, 13 сільських громад. Населення — 2038 осіб (1061 особа чоловічої статі та 977 — жіночої), 310 дворових господарств.
|                     | Площа, десятин | У тому числі орної, дес. |
| ------------------- | -------------- | ------------------------ |
| Сільських громад    | 1368           | 992                      |
| Приватної власності | 16678          | 3044                     |
| Іншої власності     | 1268           | 423                      |
| Загалом             | 19314          | 4459                     |

Найбільше поселення волості:
- Миколаївка — село при річці Домоткань в 20 верстах від повітового міста, 129 осіб, 25 дворів, православна церква.